# Jeff Foster
Jeffrey Douglas „Jeff” Foster (ur. 16 stycznia 1977 w San Antonio) – amerykański koszykarz, występujący na pozycjach silnego skrzydłowego lub środkowego.

## Osiągnięcia
Na podstawie, o ile nie zaznaczono inaczej.
NCAA
- Uczestnik turnieju NCAA (1997)
- Mistrz:
  - turnieju konferencji Southland (1997)
  - sezonu zasadniczego konferencji Southland (1997, 1999)
- Lider konferencji Southland w:
  - zbiórkach(1998 – 10,2, 1999 – 11,3)
  - liczbie rzutów wolnych (1999 – 163)

NBA
- Wicemistrz NBA (2000)[3]